# Sisicus
Sisicus és un gènere d'aranyes araneomorfes de la subfamília dels erigonins, dins de la família Linyphiidae. Es poden trobar a la zona holàrtica: Nord-amèrica, Europa, Siberia, i Àsia oriental
Fou descrit per primera vegada per S. C. Bishop i C. R. Crosby l'any 1938.

## Llista d'espècies
Segons The World Spider Catalog 12.0:
- Sisicus apertus (Holm, 1939)
- Sisicus penifusifer Bishop & Crosby, 1938 (Espècie tipus)
- Sisicus volutasilex Dupérré & Paquin, 2007